# Crookes (cráter)

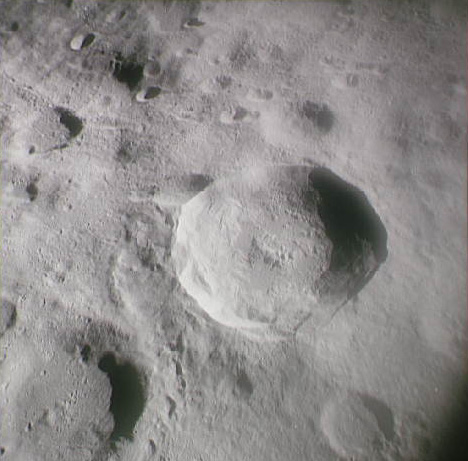
Fotografía de la misión Apolo 8

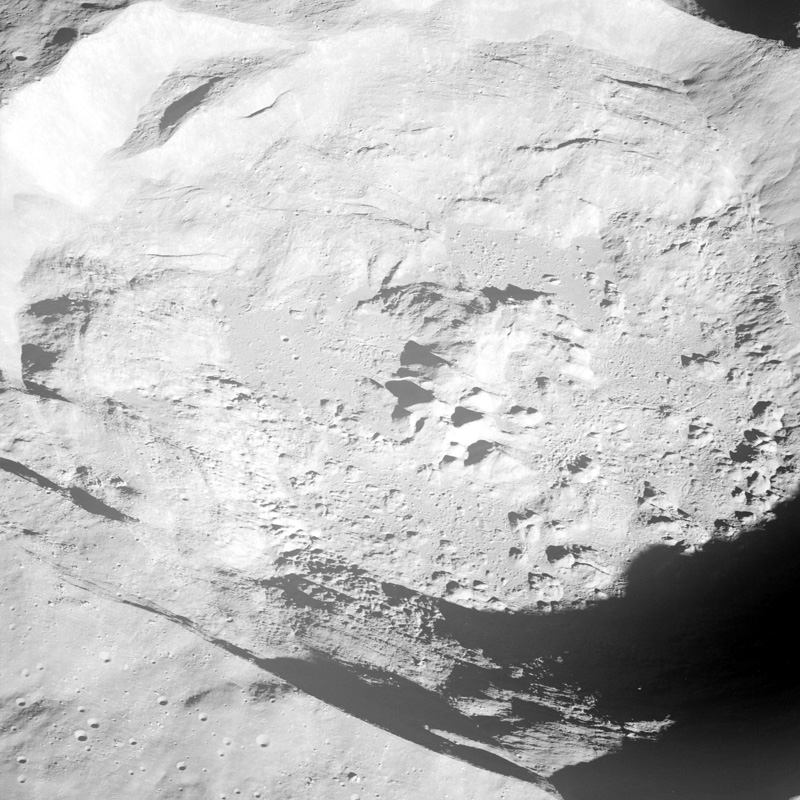
Suelo caótico próximo a Crookes. Imagen Apolo 8

Crookes  es el nombre de un cráter de impacto lunar localizado en el lado lejano de la Luna cuando se observa desde la Tierra. Se sitúa justo al suroeste del cráter gigante Korolev. Al suroeste de Crookes aparece el cráter McKellar.
|  |

El brocal de este cráter tiene un albedo relativamente alto comparado con muchas formaciones similares en la Luna. Está situado en el centro de un sistema radial. Los materiales expulsados forman una planicie casi continua en su exterior al menos a un diámetro del cráter, antes de que se formasen extensos rayos y una multitud de marcas a través de su superficie. El sistema de marcas radiales continúa durante varios centenares de kilómetros, incluyendo su extensión a través de una porción sustancial de la cuenca del cráter Korolev. Debido a estos rayos prominentes, Crookes es cartografiado como parte del Sistema Copernicano.
Como se podría esperar para un cráter relativamente joven, Crookes tiene un brocal afilado, sin erosiones significativas. Las paredes interiores son relativamente anchas, y se ha desplomado hacia adentro a lo largo de los bordes.  Ligeramente desplazada al este del punto central del cráter aparece una pequeña cumbre central sobre la plataforma interior.

## Cráteres satélite
Por convención, estos elementos están identificados en los mapas lunares colocando una letra en el centro del lado del cráter más cercano a Crookes (en la imagen adjunta, de forma orientativa, se ha marcado el centro de cada cráter, y las letras no siguen el citado criterio):
|         | \| Crookes \| Coordenadas \| Diámetro \| \| ------- \| -------------------------------- \| -------- \| \| D \| 9°36′S 162°48′O / -9.6, -162.8 \| 41 km \| \| P \| 11°42′S 165°48′O / -11.7, -165.8 \| 21 km \| \| X \| 6°36′S 166°12′O / -6.6, -166.2 \| 24 km \| |          |
| Crookes | Coordenadas | Diámetro |
| D       | 9°36′S 162°48′O / -9.6, -162.8 | 41 km    |
| P       | 11°42′S 165°48′O / -11.7, -165.8 | 21 km    |
| X       | 6°36′S 166°12′O / -6.6, -166.2 | 24 km    |